# Sulfate de gallium
Le sulfate de gallium est un composé chimique de formule Ga2(SO4)3. Il s'agit d'un solide blanc, sel de gallium(III) et d'acide sulfurique H2SO4. On en connaît des hydrates Ga2(SO4)3·x H2O. Le gallium métallique se dissout dans l'acide sulfurique en formant des solutions contenant des ions sulfate SO42− et complexes aqua [Ga(OH2)6]3+. L'octadécahydrate Ga2(SO4)3·18H2O cristallise à température ambiante à partir de ces solutions. Cet hydrate perd progressivement son eau par chauffage jusqu'à former le composé anhydre Ga2(SO4)3 à partir de 150 °C, et complètement au-delà de 310 °C. Le composé anhydre est isostructurel avec le sulfate de fer(III) Fe2(SO4)3, cristallisant dans le groupe d'espace rhomboédrique R3.
Il est possible d'obtenir le sulfate de gallium par réaction du diacétate d'hydroxygallium Ga(CH3COO)2OH avec l'acide sulfurique H2SO4 pendant deux jours à 90 °C, ce qui donne l'octadécahydrate Ga2(SO4)3·18H2O, lequel donne le composé anhydre, extrêmement hygroscopique, après séchage sous vide pendant deux heures. La réaction globale s'écrit :
2 Ga(CH3COO)2OH + 3 H2SO4 ⟶ Ga2(SO4)3 + 4 CH3COOH + 2 H2O.
Chauffé à plus de 749 °C, le sulfate de gallium dégage du trioxyde de soufre SO3, produisant de l'oxyde de gallium(III) Ga2O3.